# マイヨ・ブラン・ア・ポワ・ルージュ
マイヨ・ブラン・ア・ポワ・ルージュ (maillot blanc à pois rouges) は、自転車ロードレース・ツール・ド・フランスにおいて、「山岳賞」に対して与えられる、“白地に赤い水玉模様”のジャージである。略して「マイヨ・ア・ポワ（・ルージュ）」あるいは「マイヨ・グランペール (maillot grimpeur)」とも呼ばれる(実際の発音は「マイヨ・グランプール」が近い)。
峠の頂上付近に設定された山岳賞地点の通過順位によって山岳ポイントが与えられる。山岳賞地点は、登り坂の勾配と長さといった難度によりカテゴリー分けされており、それに応じて点数が設定される（ツール・ド・フランス 山岳ポイント表参照）。山岳ポイント1位の選手がマイヨ・ブラン・ア・ポワ・ルージュ着用の権利を得る。
最優秀クライマーが表彰されるようになったのは1933年だが、ジャージが初登場したのは1975年である。色の由来は当時のスポンサーであった製菓会社「ショコラ・プーラン」の人気商品のキャンディーパッケージから。1993年からは同色をイメージカラーとするスーパーマーケット「シャンピオン」がスポンサーとなっていたが、2009年からは「シャンピオン」ブランドの吸収に伴い親会社カルフールにスポンサー名義が変更された。「シャンピオン」以前のジャージスポンサーとしてはコカ・コーラ・ライトが担当していた時期もある。
ツール・ド・フランスと同じくASO主催であるパリ〜ニースも、同一デザインの山岳賞ジャージである。